# Vivienda seriada

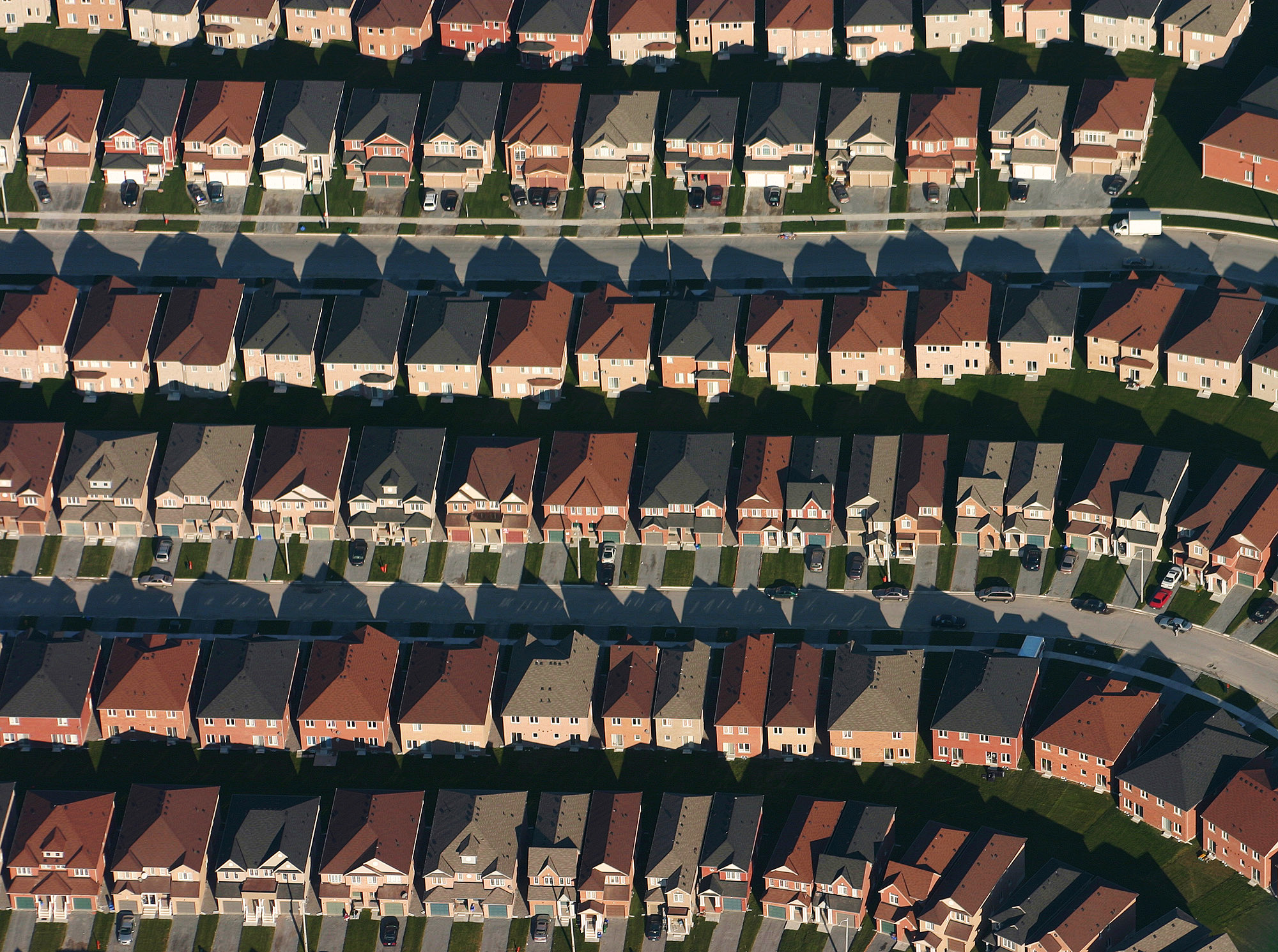
Vista aérea de urbanizaciones cerca de Markham, Ontario, Canadá.

La vivienda en serie, también llamada vivienda seriada, y los barrios seriados, son un tipo de desarrollo de vivienda en el cual se construye un conjunto de casas iguales o similares en una extensión o área que se subdivide en lotes pequeños individuales. Muchos de los desarrollos de viviendas en zonas de suburbio se han modelado según el concepto de Levittown, y a veces abarcan grandes áreas de docenas de millas cuadradas.

## Diseño
Las viviendas en zonas urbanas evolucionaron en los años 1940, cuando la demanda de viviendas baratas se disparó. Las economías de escala significaron que se podían construir grandes cantidades de viviendas idénticas de manera más rápida y económica para satisfacer la creciente demanda. Los desarrolladores compraban una docena o más de lotes adyacentes y realizaban la construcción de las casas como un proceso de línea de ensamblaje.
El desarrollo de viviendas en zonas comerciales utiliza pocos diseños arquitectónicos, y los costos de mano de obra se reducen porque los trabajadores necesitan aprender las habilidades y movimientos de construir solo esos diseños en lugar de repetir la curva de aprendizaje . Además, como todas las viviendas en el desarrollo se construyen al mismo tiempo, el costo de comprar y transportar suministros para la construcción se puede reducir debido a las economías de escala. Componentes como cerchas de techo, plomería y sistemas de escaleras a menudo se prefabrican en fábricas y se instalaban en el sitio. Esto permite a los constructores ofrecer precios más bajos, lo que a su vez puede hacer que las viviendas sean asequibles para un mayor porcentaje de la población. Las primeras viviendas de los tractos a menudo eran idénticas, pero muchos tractos desde finales del siglo XX tienen varios diseños y otras variaciones en la huella, la forma del techo y los materiales, junto con opciones como los espacios de garaje, para una apariencia más diversa.

## Suburbios

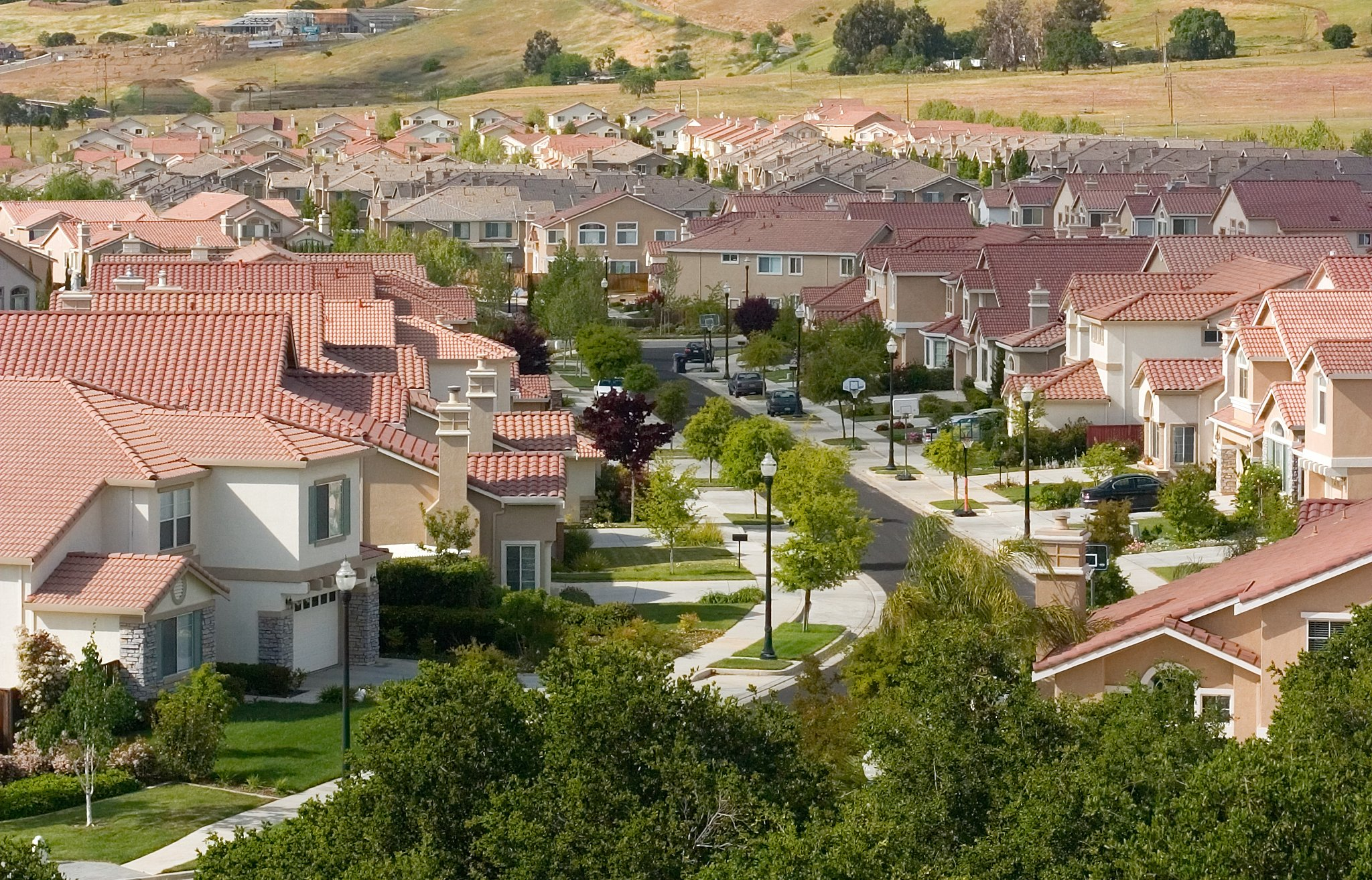
Un desarrollo de viviendas del tracto en San José, California, Estados Unidos

El concepto de organización de casas es referida con burla ocasionalmente en la cultura popular norteamericana como la base de los suburbios; ejemplos notables son las canciones "Little Boxes", de Malvina Reynolds, "Suburbia", de Pet Shop Boys, y "Subdivisions", de Rush. También es criticado a menudo por los planificadores y arquitectos de la ciudad, ya que su construcción tiende a pasar por alto los elementos necesarios para la construcción exitosa de la comunidad, y en su lugar, crea un vecindario residencial homogéneo sin empleo, comercio, servicios o atracciones locales dentro de una distancia cercana. Esto lleva a una gran dependencia de los viajes en automóvil, ya que los residentes no pueden abordar localmente ninguna de estas necesidades.